# Jurgis Krasnickas
Jurgis Krasnickas (*  16. April 1957  in Kolonistai, Rajongemeinde Alytus; † 15. Dezember 2020 in Alytus) war ein litauischer sozialdemokratischer Politiker, ehemaliger Bürgermeister der Stadtgemeinde Alytus.

## Leben
Nach dem Abitur mit Auszeichnung 1975 an der Mittelschule Simnas absolvierte er 1976 mit Auszeichnung die technische Berufsschule Kaunas (Nr. 23) als Kino-Mechaniker und 1984 das Diplomstudium am Kauno medicinos institutas in Kaunas als Pädiater. Von 1977 bis 1978 arbeitete er im „Atžalynas“-Kolchos als Arbeiter und ab 1984 im Krankenhaus Alytus, ab 1986 als Ordinator, von 1987 bis 1995 als Leiter der Kinderabteilung und Reanimatologe.
Von 1995 bis 1999 war Krasnickas Ministergehilfe am Gesundheitsministerium Litauens, von 1999 bis 2006 Leiter des Gesundheitsamts von Bezirk Alytus. Ab 2006 leitete er das Krankenhaus Alytus als Direktor. Ab 1990 war er Mitglied im Rat der Stadtgemeinde Alytus. Von 2012 bis 2015 war er Bürgermeister von Alytus (als Nachfolger von Feliksas Džiautas). 2020 leitete er die Verwaltung der Stadtgemeinde.
Ab 1995 war Krasnickas Mitglied von LSDP.
Krasnickas war verheiratet und hatte vier Kinder, drei Söhne und eine Tochter.